# ペリシテ人

紀元前9世紀のペリシテ人都市国家、フィリステアの支配地域（左下の赤い部分）。

ペリシテ人（ペリシテびと、ペリシテじん）、あるいはフィリスティア人（フィリスティアじん、ヘブライ語: פְּלִשְׁתִּים、古代ギリシア語: Φυλιστιείμ、ラテン語: Philistaei、英語: Philistines）は、鉄器時代にカナン南部の地中海沿岸地域周辺に住んでいた古代の人々で、一般にフィリステアと呼ばれる都市国家の連合体を形成していた。
ペリシテ人は、青銅器時代後期の崩壊期、紀元前1175年頃にカナンに定住したエーゲ文明からの移民集団に由来する。時が経つにつれて、レバント・古代セム語族土着の社会的要素に徐々に同化しながら、彼ら独自の文化も維持した。
アシュドド、アシュケロン、エクロン、ガザ、ガトの5つの自治都市に定着して五市連合を形成していた。古代イスラエルの主要な敵として、ヘブライ語聖書の『士師記』や『サムエル記』で頻繁に登場する。特に、士師サムソンの物語や、巨人戦士ゴリアテと戦ったダビデの物語などが有名である。
現在のヨーロッパ諸語では、ペリシテ人とは「芸術や文学などに関心のない無趣味な人」の比喩として使用される。
また、パレスチナ（Palestina）は「ペリシテ人の土地」という意味である。

## 起源
ペリシテ人の起源を物語る資料は、文献史学的には旧約聖書に見られ、また考古学によっても興味深い情報が得られている。
これらの情報から、ペリシテ人は紀元前13世紀から紀元前12世紀にかけて地中海東部地域に来襲した「海の民」と呼ばれる諸集団を構成した人々の一部であり、エーゲ海域とギリシャのミケーネ文明を担った人々に起源を持つと考えられている。

### 文献史学
聖書の記述によれば、ペリシテ人はアブラハムの時代にはすでにカナンの地に定住していたとされるが、この時代のペリシテ人へ言及した文献は聖書を除いて他に存在しないため、その起源については諸説存在する。
聖書の記述では、彼らのルーツはハムの子ミツライムの子であるカフトルの子孫であるとされ、「カフトル島から来たカフトル人」と呼ばれている（『創世記』10:13-14、『申命記』2:23）。さらにこれを裏付ける記述は、『エレミヤ書』47章4節にも存在する。したがって、ハムの子カナンを始祖とするカナン人とは異なる氏族であったとされる。
カフトルが実際にどの地域を指しているのかについても諸説あるが、紀元前12世紀頃までに、すでに鉄の精製技術を有していたことなどから、クレタ島、キプロス島、あるいはアナトリア地方の小島の1つであった、などの候補が挙げられている。今日ではクレタ島であるとの見解が示されることが多い。
また、ペリシテ人の築いた都市国家の王はセレンと呼ばれ、これはギリシャ都市国家のテュランノス（僭主）と同一起源の語彙と考えられている。

### 考古学
ペリシテ人の残した遺跡から出土する彩文土器は、紀元前12世紀初頭のミケーネ3C式土器と同じ起源を持つと考えられている。またペリシテ人の築いた都市の都市計画はヘレニズム・ローマ都市を思わせる規則性を有している。

## ネブカドネザル2世の侵攻
紀元前604年にネブカドネザル2世はペリシテに侵攻し、アシュケロンを焼き払い、新バビロニア帝国に編入した。これ以降、ペリシテとペリシテ人は歴史記録から消える。